# Споменичко благо Републике Српске
Споменичко благо Републике Српске (енгл. Heritage sites in the Republic of Srpska) је стручна монографија историчара уметности Љиљане Шево (1962) објављена 2018. године у издању "Академије наука и умјетности Републике Српске" из Бања Луке и "Православне речи" из Новог Сада. Монографија је двојезична, на српском и енглеском језику. Преводилац на енглески језик је Ангелина Чанковић Поповић.

## О аутору
Љиљана Шево је рођена у Бања Луци 1962. године. Факултет и докторске студије је завршила на Филозофском факултету у Београду.
Ради као редовни професор на Академија умјетности - Катедри за историју и теорију ликовних умјетности у Бања Луци. Аутор је многих научних радова.

## О делу
Ауторка је у књизи Споменичко благо Републике Српске представила 184 културна споменика на тлу Републике Српске. Књига је обогаћена са око 600 фотографија.У књизи су презентовани најрепрезентативнији споменици свих култура на просторима Републике Српске.
Културно-историјско наслеђе Републике српске сврстано је у две категорије:
- Непокретно културно наслеђе
- Покретно културно наслеђе

## Признања и награде
На 63. Међународном београдском сајму књига 2018. године "Православна реч" и "Академија наука и уметности РС" су за монографију Споменичко благо Републике Српске, која је њихов заједнички пројекат, добиле признање за књигу из дијаспоре.